# Svavelögd lövletare
Svavelögd lövletare (Clibanornis rectirostris) är en fågel i familjen ugnsfåglar inom ordningen tättingar.

## Utbredning och systematik
Fågeln förekommer på slätter från inre östra, södra och centrala Brasilien till nordöstra Paraguay. Den behandlas som monotypisk, det vill säga att den inte delas in i några underarter.

### Släktestillhörighet
Tidigare placerades arten i Hylocryptus, men DNA-studier visar att den står nära bambukryparen (Clibanornis dendrocolaptoides) och har därmed flyttats till släktet Clibanornis. 

## Status och hot
Arten har ett stort utbredningsområde, men tros minska i antal, dock inte tillräckligt kraftigt för att den ska betraktas som hotad. Internationella naturvårdsunionen IUCN listar arten som livskraftig (LC).